# Ugo Geremei
 Ugo Geremei, né à Bologne, Italie, et mort vers 1129, est un  cardinal italien  de l'Église catholique du XIIe siècle.

## Biographie
Le pape Honorius II le créé cardinal début 1125. Geremei est archiprêtre de la basilique Saint-Pierre.